# Спомен-плоча српским жртвама страдалим у ратовима на простору бивше Југославије од 1991. до 2000. године на Ташмајдану
Спомен-плоча српским српским жртвама страдалим у ратовима на простору бивше Југославије од 1991. до 2000. године се налази у парку Ташмајдан, посвећена је српским жртвама југословенских ратова, а откривена је 30. августа 2010. године.
Спомен-обележје је освештао и опело жртвама служио старешина Цркве Светог Марка Бошко Гагић са свештенством храма поред кога је ово обележје подигнуто.